# Bereg
Bereg (russisk: Берег) er en sovjetisk-tysk spillefilm fra 1983 af Aleksandr Alov og Vladimir Naumov.

## Medvirkende
- Boris Sjjerbakov som Vadim Nikitin
- Natalja Belokhvostikova som Emma Herbert
- Bernhard Wicki som Weber
- Vladimir Gostjukhin som Mesenin
- Valerij Storozjik som Knjazjko